# Nototriton matama
Nototriton matama es una especie de salamandras en la familia Plethodontidae.
Endémica de la Cordillera de Talamanca (Costa Rica).
Su hábitat natural son los bosques nublados.